# Mouvement des forces nouvelles
Le Mouvement des forces nouvelles (en ukrainien : Рух нових сил  / Rukh Novykh Syl) est un parti politique ukrainien fondé le 11 février 2015 sous le nom de « Parti du développement harmonieux » et rebaptisé « Mouvement des forces nouvelles » en février 2017 par Mikheil Saakashvili.

## Histoire
Après l'automne 2015, des tentatives et des négociations ont été lancées pour former un parti politique autour du gouverneur de l'oblast d'Odessa, Mikheil Saakashvili, et des membres du groupe parlementaire Union interfactionnelle « Eurooptimistes », Alliance démocrate et éventuellement Samopomitch. Ce projet s'est effondré en juin 2016.
Le 11 novembre 2016, Saakachvili a annoncé la création d'un nouveau parti politique ukrainien,. Cela a été fait quatre jours après sa démission de son poste de gouverneur de la région d'Odessa, accusant personnellement le président Petro Porochenko d'avoir favorisé la corruption à Odessa et dans l'ensemble de l'Ukraine. Le 27 novembre 2016, ce parti (désormais dénommé Mouvement des forces nouvelles) a tenu son premier rassemblement à Kiev. En août de la même année, Saakachvili aurait été en pourparlers pour créer un autre parti libéral avec les anciens procureurs généraux adjoints Vitaly Kasko, David Sakvarelidze (en) et le député Viktor Tchoumak et autres. En juillet 2016, Chumak a déclaré qu'un futur parti appelé Wave serait dirigé par Saakachvili.
Fin février 2017, le ministère de la Justice de l'Ukraine a officiellement enregistré le Mouvement des forces nouvelles en tant que parti politique. Le 24 décembre 2016, Saakachvili a affirmé que le nouveau parti avait « déjà enregistré 25 000 membres ».
En avril 2017, le parti Volia et le Mouvement des forces nouvelles ont annoncé leur fusion. Dans le même temps, selon Saakachvili, neuf maires ukrainiens ont rejoint cette nouvelle association.
En juillet 2017, le Mouvement des forces nouvelles et le mouvement politique Spravedlivost de Valentyn Nalyvaichenko ont créé un « quartier général d'action commune ».
Le 26 juillet 2017, le président Porochenko a publié un décret privant le chef du parti Saakachvili de sa citoyenneté ukrainienne. En Ukraine, seuls les citoyens ukrainiens peuvent diriger un parti politique ou être élus au parlement. David Sakvarelidze (en) est devenu le chef du parti par intérim.
En octobre 2017, le Comité des électeurs d'Ukraine a préparé un appel à l'Agence nationale pour la prévention de la corruption avec une demande de contrôle des activités de 21 partis, dont le Mouvement des forces nouvelles et Notre Ukraine, en raison de la présence de signes de financement fantôme. La raison pour laquelle la vérification du Mouvement des forces nouvelles a été lancée était le manque de rapports sur le site Internet de l'Agence pour le deuxième trimestre 2017,.
Le 5 décembre 2017, le procureur général Iouri Loutsenko a déclaré que Saakachvili avait reçu un demi-million de dollars de l'oligarque ukrainien Serhiy Kourchenko pour avoir organisé des manifestations. Il a été déclaré que Kourchenko avait fourni des fonds pour prendre le pouvoir de Saakachvili en Ukraine et espérait qu'en retour, les affaires pénales seraient closes et le contrôle de ses actifs rétabli. Des enregistrements de Saakachvili qui aurait parlé à Serhiy Kourchenko ont été publiés. Saakachvili a nié ces allégations. Trois poursuites pénales ont été enregistrées sur les faits des manifestations du 17 décembre.
Après que Saakachvili (après avoir été expulsé pour la première fois vers la Pologne) ait déménagé aux Pays-Bas en février 2018, il n'a plus qu'un rôle consultatif au sein du parti.
En décembre 2018, le parti Volia est revenu sur sa décision de fusionner avec le parti. Le chef du parti Volia (et membre du parlement ukrainien), Yuriy Derevyanko (en), a déclaré que Volia ne fusionnerait pas parce que le chef du Mouvement des forces nouvelles, Saakachvili, était plus intéressé par sa Géorgie natale que par la politique ukrainienne. Derevyanko a également affirmé que 90 % des membres des conseils locaux du Mouvement des forces nouvelles avaient rejoint Volia.
Le 29 mai 2019, Saakachvili est rentré en Ukraine après que le président Volodymyr Zelensky lui ait restitué la citoyenneté ukrainienne ; mais Saakachvili a rapidement déclaré qu'il n'avait aucune ambition politique en Ukraine.
Le parti a déclaré en juin 2019 son intention de se présenter aux élections législatives ukrainiennes de fin juillet 2019. Le 23 juin 2019, la Commission électorale centrale d'Ukraine a refusé aux membres du parti de s'inscrire aux élections législatives de juillet, car le congrès du parti du 10 juin aurait violé les statuts du parti. Deux jours plus tard, le tribunal administratif de Kiev a annulé cette décision de la Commission électorale centrale. Le 19 juillet 2019, le chef du parti Mouvement des forces nouvelles Mikheïl Saakachvili a appelé ses partisans à voter pour le parti Serviteur du peuple lors des élections législatives de 2019. Lors de ces élections, Saakachvili lui-même était premier sur la liste de son parti. Le Mouvement des forces nouvelles n'a remporté aucun siège parlementaire, gagnant 0,46 % du total des voix alors que l'élection avait un seuil électoral de 5 % (43,16 % ont voté pour le Serviteur du peuple). Le parti n’a pas non plus réussi à remporter un siège de circonscription. Il avait participé dans neuf circonscriptions où le résultat électoral de son candidat ayant le meilleur résultat était de 2,54 %, le deuxième meilleur candidat ayant 1,8 %. Le parti Volia, lui aussi, n'a remporté aucun siège parlementaire lors des élections,.
Lors des élections locales ukrainiennes de 2020, un siège a été remporté au nom du parti.

## Gestion
Le conseil politique du parti comprend Mikheil Saakashvili, Yuriy Derevyanko (en), David Sakvarelidze (en) et Olga Galabala.

## Positions politiques
En avril 2017, le chef du parti Saakachvili a proposé de « construire un grand mur » pour « nous isoler temporairement » des Républiques populaires séparatistes de Donetsk et de Louhansk afin de « nous concentrer sur le reste de l'Ukraine ». Saakachvili est confiant dans le retour sous le contrôle du gouvernement ukrainien de ces territoires séparatistes, mais seulement « après avoir vaincu la corruption et commencé un développement rapide ».
Début juin 2019, les dirigeants du parti Sakvarelidze et Saakachvili ont déclaré que le parti souhaitait « soutenir la nouvelle vague portée par l'équipe du président ukrainien (récemment élu) Volodymyr Zelensky »,.